# Neotamias
Neotamias is een geslacht van zoogdieren uit de familie van de eekhoorns (Sciuridae). De wetenschappelijke naam van het geslacht werd in 1929 gepubliceerd door Arthur H. Howell.

## Soorten
Er worden 26 soorten in dit geslacht geplaatst:
- Neotamias alpinus – Bergchipmunk
- Neotamias amoenus – Geelsparchipmunk
- Neotamias bulleri
- Neotamias canipes  – Grijsvoetchipmunk
- Neotamias cinereicollis  – Grijskraagchipmunk
- Neotamias cratericus
- Neotamias dorsalis  – Klifchipmunk
- Neotamias durangae
- Neotamias grisescens
- Neotamias merriami  – Merriams chipmunk
- Neotamias minimus  – Kleine chipmunk
- Neotamias obscurus  – Californische chipmunk
- Neotamias ochrogenys  – Geelwangchipmunk
- Neotamias palmeri  – Palmers chipmunk
- Neotamias panamintinus  – Panamintchipmunk
- Neotamias quadrimaculatus  – Langoorchipmunk
- Neotamias quadrivittatus  – Coloradochipmunk
- Neotamias ruficaudatus  – Roodstaartchipmunk
- Neotamias rufus  – Hopichipmunk
- Neotamias senex – Allens chipmunk
- Neotamias siskiyou  – Siskiyou-chipmunk
- Neotamias solivagus
- Neotamias sonomae  – Sonomachipmunk
- Neotamias speciosus  – Lodgepolechipmunk
- Neotamias townsendii  – Townsendchipmunk
- Neotamias umbrinus – Uintachipmunk